# Тейт, Ховард
Ховард Тейт (англ. Howard Tate; 13 августа 1939, Элбертон, Джорджия, США — 2 декабря 2011, Берлингтон, Нью-Джерси, США) — американский соул- и блюзовый певец, гитарист и автор песен. Номинант Грэмми в номинации «Лучший альбом современного блюза» (2004) . Номинант Blues Music Awards в номинациях «Альбом соул-блюза», «Исполнитель соул-блюза», «Альбом-возвращение» (все 2004) .

## Биография
Ховард Тейт родился в Элбертоне, штат Джорджия в семье Халта и Роберты Тейт. В начале 1940, когда ему было три или четыре года, его семья переехала в Филадельфию. В детстве, примерно в детском саду, начал слушать популярные госпел-группы: Dixie Hummingbirds, Soul Stirrers и (Sensational) Nightingales. Начал петь дома, поощряемый отцом, который был пастором и сделал Ховарда своим помощником в церкви, где в восьми лет пел госпел. В 14-15 лет его услышал Гарнет Миммс, лидер госпел-группы, и предложил Тейту присоединиться к группе вторым вокалистом. В конце 1950-х скауты Mercury Records обратил внимание на Тейта и благодаря этому группа записала несколько ритм-н-блюзовых песен для Mercury Records и Cameo Records, которые не имели никакого успеха . Затем Тейт покинул Миммса и присоединился к группе Билла Доггетта, с которой объездил всю страну в 1960—1962 годах. Уйдя от Догетта Тейт вернулся в Филадельфию, и через Гарнета Миммса познакомился с молодым продюсером Джерри Раговым. Тейт переехал в Нью-Йорк и Раговой стал записывать Тейта для Verve Records. С помощью сессионных музыкантов Тейт и Раговой с 1966 по 1968 год сделали серию записей в стиле соул-блюз, такие как «Ain't Nobody Home», «Look at Granny Run Run», «Baby I Love You» и «Stop»; почти все они вошли в двадцатку лучших R&B-чарта Billboard. В это же время Дженис Джоплин исполнила ещё одну песню Тейта, «Get It While You Can» с дебютного альбома Тейта 1967 года, которая стала одной из фирменных песен певицы. Относительно того периода Роберт Кристгау написал в своём обзоре: «Тейт — пропитанный блюзом уроженец Мейкона, который хотел отправиться на север и воспроизводит это каждый раз, когда издаёт жалобную мелодию с одним из своих фирменных пронзительных звуков, символизирующих побег, который ему так и не удалось осуществить. Он пробудил в себе лучшие качества соул-профессионала Джерри Рагового, который заставлял записи Тейта «прыгать», а не аранжировать их, и, кроме того, наделил его тексты немалым остроумием». Успех синглов, в особенности «Ain't Nobody Home», позволил Тейту оставить его постоянную работу на стройке: «Тейт прошёл путь от замешивания раствора на стройке до участия в гастролях по всей стране вместе с Сэмом Куком и Уилсоном Пикеттом» в течение полугода  . Дебютный альбом певца сейчас оценивается как «до сих пор считается одним из величайших альбомов всех жанров. Это был идеальный альбом во всех отношениях. Игра музыкантов захватывала дух, и в каждой песне её превосходил только вокальное мастерство, которое невозможно забыть» . 
В 1970 году Ховард Тейт без помощи Рагового записал альбом Howard Tate's Reaction, спродюсированный Ллойдом Прайсом и Джонни Нэшем и выпущенный компанией Turntable Records небольшим тиражом. Роберт Кристгау, поставив рейтинг «B» сказал про него: «Этот альбом, спродюсированный андеграундными исполнителями халтурного соула Ллойдом Прайсом и Джонни Нэшем на Ямайке, основан на ещё более незначительных хитах. Один из них, „These Are the Things That Make Me Know You’re Gone“ („холодильник приоткрыт“, что-то вроде того), позорит его репутацию. Но „My Soul’s Got a Hole in It“ — нет, и голос Тейта достаточно силён, чтобы активировать более инертный материал» . Следующий альбом Howard Tate, выпущенный в 1972 году, и выпущенный уже при участии Рагового, получил от Кристгау оценку «A-»": «Альбом почти так же хорошо подходит для потрясающего вокального и эмоционального диапазона Тейта — в один момент самоуверенный, как Уилсон Пикетт, в следующий — нежный и ранящий, как Би Би Кинг, и в довершение всего — банальный, как Джо Текс, — как и его Verve-материалы с Раговым» 
Затем, записав сингл для Epic Records и несколько песен для собственного лейбла, Тейт, разочаровавшись в музыкальной индустрии, ушёл из неё в конце 1970-х. К тому времени Тейт закончил  колледж, торговал ценными бумагами в районе Нью-Джерси и в Филадельфии. В 1981, переживая смерть его 13-летней дочери в пожаре, случившейся в 1976 году, после развода с женой, он пристрастился сначала к алкоголю, затем к наркотикам, и в итоге оказался в приюте для бездомных. Сам Тейт говорил, что это не было в буквальном смысле «бездомным», жил, где придётся, в основном у друзей, своего рода «тусовался». В середине 1990-х он начал консультировать наркоманов и психически больных людей, а также стал проповедником в своей собственной церкви в Нью-Джерси . 
В начале 2001 года Фил Касден, диджей из Кэмдена, ярый поклонник певца, отыскал Тейта, и весной того же года Тейт впервые за много лет дал концерты в Нью-Йорке и Новом Орлеане. Затем он начал работать с Раговым (который пытался разыскать Тейта в течение десятилетий ) над альбомом 2003 года Rediscovered. В него вошли в том числе кавер-версии песен Элвиса Костелло и Принса, а также новая версия «Get It While You Can». Альбом собрал отличную критику, и с ним в 2004 году Ховард Тейт получил номинацию на Грээмми и три номинации Blues Music Awards. В 2004 году вышел альбом Live!, записанный в Дании. 
Работая с продюсером, аранжировщиком и автором песен Стивом Вайсбергом, Тейт записал альбом A Portrait of Howard , выпущенный в 2006 году на независимом лейбле Solid Ground. В него вошли композиции Рэнди Ньюмана, Ника Лоу, Лу Рида, а также песни, написанные Тейтом и Вайсбергом. В конце 2007 года Тейт записал альбом Blue Day в Нашвилле с продюсером Джоном Тайвеном ; альбом вышел в 2008 году.
Каверы песен Тейта исполняли Джими Хендрикс, Дженис Джоплин и Би Би Кинг 
Тейт умер от осложнений множественной миеломы и лейкемии 2 декабря 2011 года в возрасте 72 лет, через полгода после смерти Джерри Рагового.  
«Тейт выделялся своей уникальной манерой исполнения, обволакивая фразы своим мягким голосом и изредка перемежая их высоким фальцетом» . 

## Дискография
- Get It While You Can (Verve Records, 1967)
- Howard Tate’s Reaction (Lloyd Price’s Turntable, 1970)
- Howard Tate (Atlantic Records, 1972)
- Rediscovered (Private Music, 2003)
- Live! (Shout! Factory, 2006)
- A Portrait of Howard (Solid Ground Productions, 2006)
- Blue Day (Evidence, 2008)

### Синглы, попавшие в чарты
| Год  | Сингл                                                | Позиция в чарте | Позиция в чарте | Позиция в чарте |
| Год  | Сингл                                                | U.S. Pop        | U.S. R&B        |                 |
| ---- | ---------------------------------------------------- | --------------- | --------------- | --------------- |
| 1966 | «Ain’t Nobody Home»                                  | 63              | 12              |                 |
| 1966 | «Look at Granny Run, Run»                            | 67              | 12              |                 |
| 1967 | «Baby, I Love You»                                   | —               | 40              |                 |
| 1968 | «Stop»                                               | 76              | 15              |                 |
| 1969 | «These Are the Things That Make Me Know You’re Gone» | —               | 28              |                 |
| 1970 | «My Soul’s Got A Hole in It»                         | 100             | 31              |                 |